# Lijst van senatoren uit Ohio

Zegel van de staat Ohio

Dit is een lijst van de senatoren voor de Amerikaanse staat Ohio. De senatoren voor Ohio zijn ingedeeld als Klasse I en Klasse III. De twee huidige senatoren voor Ohio zijn: Bernie Moreno senator sinds 2025 de (senior senator) en Jon Husted senator sinds 2025 de (junior senator), beiden lid van de Republikeinse Partij
Prominenten die hebben gediend als senator voor Ohio zijn onder anderen: Return Meigs (later minister van Posterijen), Tom Corwin (later minister van Financiën en ambassadeur naar Mexico), Thomas Ewing (later minister van Financiën en minister van Binnenlandse Zaken), Allen Thurman (genomineerd vice-presidentskandidaat 1888), John Sherman (later minister van Financiën, minister van Buitenlandse Zaken en Republikeins partijleider in de senaat van 1884 tot 1885 en van 1891 tot 1897), Mark Hanna (prominent voorzitter van de Republikeins Nationaal Comité), Harold Burton (later rechter van het Hooggerechtshof), Ethan Allen Brown (later ambassadeur naar Brazilië), William Henry Harrison (later president), Salmon Chase (later minister van Financiën en opperrechter van het Hooggerechtshof), Stanley Matthews (later rechter van het Hooggerechtshof), George Pendleton (Democratische partijleider in de senaat van 1881 tot 1885 en later ambassadeur naar Duitsland), Warren Harding (later president), Robert Taft (Republikeins partijleider in de senaat in 1953), Bill Saxbe (later minister van Justitie), John Glenn (prominent ruimtevaarder) en J.D. Vance (later vicepresident).
Maar liefst vijftien senatoren voor Ohio zijn ook gouverneur van Ohio geweest: Edward Tiffin, Return Meigs, Thomas Worthington, Ethan Allen Brown, Jeremiah Morrow, Tom Corwin, Salmon Chase, William Allen, Joseph Foraker, Frank Willis, Vic Donahey, John Bricker, Frank Lausche, George Voinovich en Mike DeWine. Drie senatoren voor Ohio waren lid van de Taft familie: Kingsley Taft, Robert Taft jr. en Robert Taft.

## Klasse I
| Nr.    | Senator voor Ohio Senator from Ohio | Senator voor Ohio Senator from Ohio | Senator voor Ohio Senator from Ohio | Ambtstermijn     | Ambtstermijn      | Partij       | Verkiezing(en) |
| ------ | ----------------------------------- | ----------------------------------- | ----------------------------------- | ---------------- | ----------------- | ------------ | -------------- |
| 1      |                                     |                                     | John Smith (1735–1824)              | 1 april 1803     | 25 april 1808     | DR           | 1803           |
| Vacant |                                     |                                     |                                     |                  |                   |              | 1803           |
| 2      |                                     | Return Meigs                        | Return Meigs (1764–1825)            | 10 december 1808 | 10 december 1810  | DR           | 1808 (1)       |
| 2      | 1802 (2)                            | Return Meigs                        | Return Meigs (1764–1825)            | 10 december 1808 | 10 december 1810  | DR           |                |
| Vacant |                                     |                                     |                                     |                  |                   |              |                |
| 3      |                                     | Thomas Worthington                  | Thomas Worthington (1773–1827)      | 10 december 1810 | 1 december 1814   | DR           | 1810           |
| Vacant |                                     |                                     |                                     |                  |                   |              | 1810           |
| 4      |                                     |                                     | Joseph Kerr (1765–1837)             | 10 december 1814 | 4 maart 1815      | DR           | 1814           |
| 5      |                                     | Benjamin Ruggles                    | Benjamin Ruggles (1783–1857)        | 4 maart 1815     | 4 maart 1833      | DR (1815–24) | 1815           |
| 5      | 1821                                | Benjamin Ruggles                    | Benjamin Ruggles (1783–1857)        | 4 maart 1815     | 4 maart 1833      | DR (1815–24) |                |
| 5      |                                     | Benjamin Ruggles                    | Benjamin Ruggles (1783–1857)        | 4 maart 1815     | 4 maart 1833      | NR (1824–33) | 1827           |
| 6      |                                     | Thomas Morris                       | Thomas Morris (1776–1844)           | 4 maart 1833     | 4 maart 1839      | D            | 1833           |
| 7      |                                     | Benjamin Tappan                     | Benjamin Tappan (1773–1857)         | 4 maart 1839     | 4 maart 1845      | D            | 1838           |
| 8      |                                     | Tom Corwin                          | Tom Corwin (1794–1865)              | 4 maart 1845     | 20 juli 1853      | W            | 1844           |
| 9      |                                     | Thomas Ewing                        | Thomas Ewing (1789–1873)            | 20 juli 1853     | 4 maart 1851      | W            | 1844           |
| Vacant |                                     |                                     |                                     |                  |                   |              |                |
| 10     |                                     | Benjamin Wade                       | Benjamin Wade (1800–1878)           | 15 maart 1851    | 4 maart 1869      | W (1851–54)  | 1851           |
| 10     |                                     | Benjamin Wade                       | Benjamin Wade (1800–1878)           | 15 maart 1851    | 4 maart 1869      | R (1854–69)  | 1856           |
| 10     | 1863                                | Benjamin Wade                       | Benjamin Wade (1800–1878)           | 15 maart 1851    | 4 maart 1869      | R (1854–69)  |                |
| 11     |                                     | Allen Thurman                       | Allen Thurman (1813–1895)           | 4 maart 1869     | 4 maart 1881      | D            | 1868           |
| 11     | 1874                                | Allen Thurman                       | Allen Thurman (1813–1895)           | 4 maart 1869     | 4 maart 1881      | D            |                |
| 12     |                                     | John Sherman                        | John Sherman (1823–1900)            | 4 maart 1881     | 4 maart 1897      | R            | 1881           |
| 12     | 1886                                | John Sherman                        | John Sherman (1823–1900)            | 4 maart 1881     | 4 maart 1897      | R            |                |
| 12     | 1892                                | John Sherman                        | John Sherman (1823–1900)            | 4 maart 1881     | 4 maart 1897      | R            |                |
| 13     |                                     | Mark Hanna                          | Mark Hanna (1837–1904)              | 4 maart 1897     | 15 februari 1904  | R            |                |
| 13     | 1898 (1)                            | Mark Hanna                          | Mark Hanna (1837–1904)              | 4 maart 1897     | 15 februari 1904  | R            |                |
| 13     | 1898 (2)                            | Mark Hanna                          | Mark Hanna (1837–1904)              | 4 maart 1897     | 15 februari 1904  | R            |                |
| Vacant |                                     |                                     |                                     |                  |                   |              |                |
| 14     |                                     | Charles Dick                        | Charles Dick (1858–1945)            | 24 maart 1904    | 4 maart 1911      | R            | 1904 (1)       |
| 14     | 1904 (2)                            | Charles Dick                        | Charles Dick (1858–1945)            | 24 maart 1904    | 4 maart 1911      | R            |                |
| 15     |                                     | Atlee Pomerene                      | Atlee Pomerene (1863–1937)          | 4 maart 1911     | 4 maart 1923      | D            | 1911           |
| 15     | 1916                                | Atlee Pomerene                      | Atlee Pomerene (1863–1937)          | 4 maart 1911     | 4 maart 1923      | D            |                |
| 16     |                                     | Simeon Fess                         | Simeon Fess (1861–1936)             | 4 maart 1923     | 3 januari 1935    | R            | 1922           |
| 16     | 1928                                | Simeon Fess                         | Simeon Fess (1861–1936)             | 4 maart 1923     | 3 januari 1935    | R            |                |
| 17     |                                     | Vic Donahey                         | Vic Donahey (1873–1946)             | 3 januari 1935   | 3 januari 1941    | D            | 1934           |
| 18     |                                     | Harold Burton                       | Harold Burton (1888–1964)           | 3 januari 1941   | 30 september 1945 | R            | 1940           |
| Vacant |                                     |                                     |                                     |                  |                   |              | 1940           |
| 19     |                                     | James Huffman                       | James Huffman (1894–1980)           | 8 oktober 1945   | 5 november 1946   | D            | 1940           |
| 20     |                                     | Kingsley Taft                       | Kingsley Taft (1903–1970)           | 5 november 1946  | 3 januari 1947    | R            | 1946 (1)       |
| 21     |                                     | John Bricker                        | John Bricker (1893–1986)            | 3 januari 1947   | 3 januari 1959    | R            | 1946 (2)       |
| 21     | 1952                                | John Bricker                        | John Bricker (1893–1986)            | 3 januari 1947   | 3 januari 1959    | R            |                |
| 22     |                                     | Stephen Young                       | Stephen Young (1889–1984)           | 3 januari 1959   | 3 januari 1971    | D            | 1958           |
| 22     | 1964                                | Stephen Young                       | Stephen Young (1889–1984)           | 3 januari 1959   | 3 januari 1971    | D            |                |
| 23     |                                     | Robert Taft jr.                     | Robert Taft jr. (1917–1993)         | 3 januari 1971   | 28 december 1976  | R            | 1970           |
| 24     |                                     | Howard Metzenbaum                   | Howard Metzenbaum (1917–2008)       | 28 december 1976 | 3 januari 1995    | D            | 1970           |
| 24     | 1976                                | Howard Metzenbaum                   | Howard Metzenbaum (1917–2008)       | 28 december 1976 | 3 januari 1995    | D            |                |
| 24     | 1982                                | Howard Metzenbaum                   | Howard Metzenbaum (1917–2008)       | 28 december 1976 | 3 januari 1995    | D            |                |
| 24     | 1988                                | Howard Metzenbaum                   | Howard Metzenbaum (1917–2008)       | 28 december 1976 | 3 januari 1995    | D            |                |
| 25     |                                     | Mike DeWine                         | Mike DeWine (1947)                  | 3 januari 1995   | 3 januari 2007    | R            | 1994           |
| 25     | 2000                                | Mike DeWine                         | Mike DeWine (1947)                  | 3 januari 1995   | 3 januari 2007    | R            |                |
| 26     |                                     | Sherrod Brown                       | Sherrod Brown (1952)                | 3 januari 2007   | 3 januari 2025    | D            | 2006           |
| 26     | 2012                                | Sherrod Brown                       | Sherrod Brown (1952)                | 3 januari 2007   | 3 januari 2025    | D            |                |
| 26     | 2018                                | Sherrod Brown                       | Sherrod Brown (1952)                | 3 januari 2007   | 3 januari 2025    | D            |                |
| 27     |                                     | Bernie Moreno                       | Bernie Moreno (1967)                | 3 januari 2025   | heden             | R            | 2024           |

## Klasse III
| Nr.    | Senator voor Ohio Senator from Ohio | Senator voor Ohio Senator from Ohio | Senator voor Ohio Senator from Ohio | Ambtstermijn     | Ambtstermijn     | Partij       | Verkiezing(en) |
| ------ | ----------------------------------- | ----------------------------------- | ----------------------------------- | ---------------- | ---------------- | ------------ | -------------- |
| 1      |                                     | Thomas Worthington                  | Thomas Worthington (1773–1827)      | 1 april 1803     | 4 maart 1807     | DR           | 1803           |
| 2      |                                     | Edward Tiffin                       | Edward Tiffin (1766–1829)           | 4 maart 1807     | 4 maart 1809     | DR           | 1807           |
| Vacant |                                     |                                     |                                     |                  |                  |              | 1807           |
| 3      |                                     |                                     | Stanley Griswold (1763–1815)        | 18 mei 1809      | 10 december 1809 | DR           | 1807           |
| 4      |                                     | Alexander Campbell                  | Alexander Campbell (1779–1859)      | 10 december 1809 | 4 maart 1813     | DR           | 1809           |
| 5      |                                     | Jeremiah Morrow                     | Jeremiah Morrow (1771–1852)         | 4 maart 1813     | 4 maart 1819     | DR           | 1813           |
| 6      |                                     | William Trimble                     | William Trimble (1786–1821)         | 4 maart 1819     | 13 december 1821 | DR           | 1819           |
| Vacant |                                     |                                     |                                     |                  |                  |              | 1819           |
| 7      |                                     | Ethan Brown                         | Ethan Brown (1776–1852)             | 3 januari 1822   | 4 maart 1825     | DR (1822–24) | 1822           |
| 7      | NR (1824–25)                        | Ethan Brown                         | Ethan Brown (1776–1852)             | 3 januari 1822   | 4 maart 1825     |              | 1822           |
| 8      |                                     | William Henry Harrison              | William Henry Harrison (1773–1841)  | 4 maart 1825     | 20 mei 1828      | NR           | 1824           |
| Vacant |                                     |                                     |                                     |                  |                  |              | 1824           |
| 9      |                                     | Jacob Burnet                        | Jacob Burnet (1770–1853)            | 10 december 1828 | 4 maart 1831     | NR           | 1828           |
| 10     |                                     | Thomas Ewing                        | Thomas Ewing (1789–1873)            | 4 maart 1831     | 4 maart 1837     | NR           | 1830           |
| 11     |                                     | William Allen                       | William Allen (1803–1879)           | 4 maart 1837     | 4 maart 1849     | D            | 1837           |
| 11     | 1842                                | William Allen                       | William Allen (1803–1879)           | 4 maart 1837     | 4 maart 1849     | D            |                |
| 12     |                                     | Salmon Chase                        | Salmon Chase (1808–1873)            | 4 maart 1849     | 4 maart 1855     | FS           | 1849           |
| 13     |                                     | George Pugh                         | George Pugh (1822–1876)             | 4 maart 1855     | 4 maart 1861     | D            | 1854           |
| 14     |                                     | Salmon Chase                        | Salmon Chase (1808–1873)            | 4 maart 1861     | 8 maart 1861     | R            | 1860           |
| Vacant |                                     |                                     |                                     |                  |                  |              | 1860           |
| 15     |                                     | John Sherman                        | John Sherman (1823–1900)            | 21 maart 1861    | 8 maart 1877     | R            | 1860           |
| 15     | 1866                                | John Sherman                        | John Sherman (1823–1900)            | 21 maart 1861    | 8 maart 1877     | R            |                |
| 15     | 1872                                | John Sherman                        | John Sherman (1823–1900)            | 21 maart 1861    | 8 maart 1877     | R            |                |
| Vacant |                                     |                                     |                                     |                  |                  |              |                |
| 16     |                                     | Stanley Matthews                    | Stanley Matthews (1824–1889)        | 21 maart 1877    | 4 maart 1879     | R            | 1877           |
| 17     |                                     | George Pendleton                    | George Pendleton (1825–1889)        | 4 maart 1879     | 4 maart 1885     | D            | 1878           |
| 18     |                                     | Henry Payne                         | Henry Payne (1810–1896)             | 4 maart 1885     | 4 maart 1891     | D            | 1878           |
| 19     |                                     | Calvin Brice                        | Calvin Brice (1845–1898)            | 4 maart 1891     | 4 maart 1897     | D            | 1890           |
| 20     |                                     | Joseph Foraker                      | Joseph Foraker (1846–1917)          | 4 maart 1897     | 4 maart 1909     | R            | 1896           |
| 20     | 1902                                | Joseph Foraker                      | Joseph Foraker (1846–1917)          | 4 maart 1897     | 4 maart 1909     | R            |                |
| 21     |                                     | Theodore Burton                     | Theodore Burton (1851–1929)         | 4 maart 1909     | 4 maart 1915     | R            | 1909           |
| 22     |                                     | Warren Harding                      | Warren Harding (1865–1923)          | 4 maart 1915     | 12 januari 1921  | R            | 1914           |
| 23     |                                     | Frank Willis                        | Frank Willis (1871–1928)            | 12 januari 1921  | 30 maart 1928    | R            | 1914           |
| 23     | 1920                                | Frank Willis                        | Frank Willis (1871–1928)            | 12 januari 1921  | 30 maart 1928    | R            |                |
| 23     | 1926                                | Frank Willis                        | Frank Willis (1871–1928)            | 12 januari 1921  | 30 maart 1928    | R            |                |
| Vacant |                                     |                                     |                                     |                  |                  |              |                |
| 24     |                                     | Cyrus Locher                        | Cyrus Locher (1878–1929)            | 5 april 1928     | 14 december 1928 | D            |                |
| 25     |                                     | Theodore Burton                     | Theodore Burton (1851–1929)         | 14 december 1928 | 28 oktober 1929  | R            | 1928           |
| Vacant |                                     |                                     |                                     |                  |                  |              | 1928           |
| 26     |                                     | Roscoe McCulloch                    | Roscoe McCulloch (1880–1958)        | 5 november 1929  | 1 december 1930  | R            | 1928           |
| 27     |                                     | Robert Bulkley                      | Robert Bulkley (1880–1965)          | 1 december 1930  | 3 januari 1939   | D            | 1930           |
| 27     | 1932                                | Robert Bulkley                      | Robert Bulkley (1880–1965)          | 1 december 1930  | 3 januari 1939   | D            |                |
| 28     |                                     | Robert Taft                         | Robert Taft (1889–1953)             | 3 januari 1939   | 31 juli 1953     | R            | 1938           |
| 28     | 1944                                | Robert Taft                         | Robert Taft (1889–1953)             | 3 januari 1939   | 31 juli 1953     | R            |                |
| 28     | 1950                                | Robert Taft                         | Robert Taft (1889–1953)             | 3 januari 1939   | 31 juli 1953     | R            |                |
| Vacant |                                     |                                     |                                     |                  |                  |              |                |
| 29     |                                     | Thomas Burke                        | Thomas Burke (1898–1971)            | 10 november 1953 | 1 december 1954  | D            |                |
| Vacant |                                     |                                     |                                     |                  |                  |              |                |
| 30     |                                     | George Bender                       | George Bender (1896–1961)           | 16 december 1954 | 3 januari 1957   | R            | 1954           |
| 31     |                                     | Frank Lausche                       | Frank Lausche (1895–1990)           | 3 januari 1957   | 3 januari 1969   | D            | 1956           |
| 31     | 1962                                | Frank Lausche                       | Frank Lausche (1895–1990)           | 3 januari 1957   | 3 januari 1969   | D            |                |
| 32     |                                     | Bill Saxbe                          | Bill Saxbe (1916–2010)              | 3 januari 1969   | 3 januari 1974   | R            | 1968           |
| 33     |                                     | Howard Metzenbaum                   | Howard Metzenbaum (1917–2008)       | 3 januari 1974   | 24 december 1974 | D            | 1968           |
| 34     |                                     | John Glenn                          | John Glenn (1921–2016)              | 24 december 1974 | 3 januari 1999   | D            | 1968           |
| 34     | 1974                                | John Glenn                          | John Glenn (1921–2016)              | 24 december 1974 | 3 januari 1999   | D            |                |
| 34     | 1980                                | John Glenn                          | John Glenn (1921–2016)              | 24 december 1974 | 3 januari 1999   | D            |                |
| 34     | 1986                                | John Glenn                          | John Glenn (1921–2016)              | 24 december 1974 | 3 januari 1999   | D            |                |
| 34     | 1992                                | John Glenn                          | John Glenn (1921–2016)              | 24 december 1974 | 3 januari 1999   | D            |                |
| 35     |                                     | George Voinovich                    | George Voinovich (1936–2016)        | 3 januari 1999   | 3 januari 2011   | R            | 1998           |
| 35     | 2004                                | George Voinovich                    | George Voinovich (1936–2016)        | 3 januari 1999   | 3 januari 2011   | R            |                |
| 36     |                                     | Rob Portman                         | Rob Portman (1955)                  | 3 januari 2011   | 3 januari 2023   | R            | 2010           |
| 36     | 2016                                | Rob Portman                         | Rob Portman (1955)                  | 3 januari 2011   | 3 januari 2023   | R            |                |
| 37     |                                     | J.D. Vance                          | J.D. Vance (1984)                   | 3 januari 2023   | 10 januari 2025  | R            | 2022           |
| Vacant |                                     |                                     |                                     |                  |                  |              | 2022           |
| 38     |                                     | Jon Husted                          | Jon Husted (1967)                   | 18 januari 2025  | heden            | R            | 2022           |